# Église Saint-Manvieu de Meuvaines
L'église Saint-Manvieu de Meuvaines est une église catholique située à Meuvaines, en France.

## Localisation
L'église est située dans le département français du Calvados, sur la commune de Meuvaines.

## Historique
L'église dépendait de l'abbaye Saint-Julien de Tours. L'évêque de Bayeux possède le patronage à partir de 1740. Le transept est pour sa part gothique tout comme le haut de la tour qui est plus récent, refait au XVIIe.  
La façade comportait un porche qui a été supprimé.
Les fenêtres sont refaites au XVIIIe siècle. La pyramide de la tour est refaite au XIXe.
L'église est inscrite au titre des monuments historiques le 21 mai 1927.

## Description
L'édifice est selon Arcisse de Caumont roman. Le transept est pour sa part gothique tout comme le haut de la tour. 
A la base de la tour une ogive possède des zigzags. Des modillons ont été déplacés à l'intérieur de l'édifice.
Deux chapelles ajoutées forment le transept et s'ouvrent par des ogives sur l'église. Le chœur est muni d'une voûte datée de la seconde moitié du XIIe.
L'église possède une rare représentation sculptée de la Cène. Cette représentation est assez grossière.
L'appareillage soigné de la façade contraste avec l'usage de l'opus spicatum sur les murs de la nef. La façade possède des arcades aveugles sur les côtés du portail et des arcades dans les parties hautes de la façade. 
Deux reliefs en façade représentent saint Pierre et saint Manvieu. Ces éléments sont qualifiés de « statues assez barbares » par Arcisse de Caumont. Les deux œuvres ne sont pas de même taille. Saint Pierre est représenté assis pourvu de clefs et saint Manvieu l'est en évêque. 
La façade possède des contreforts. 
Elle abrite de nombreuses œuvres classées à titre d'objets. Une statue de saint Manvieu en évêque est datée du XVIe par Arcisse de Caumont mais est datée du XVe,. Elle a été volée et retrouvée la même année, en 1976. Une autre statue représente Léonard de Noblat. Arcisse de Caumont signale deux statues de bois datées des XVIIe-XVIIIe.

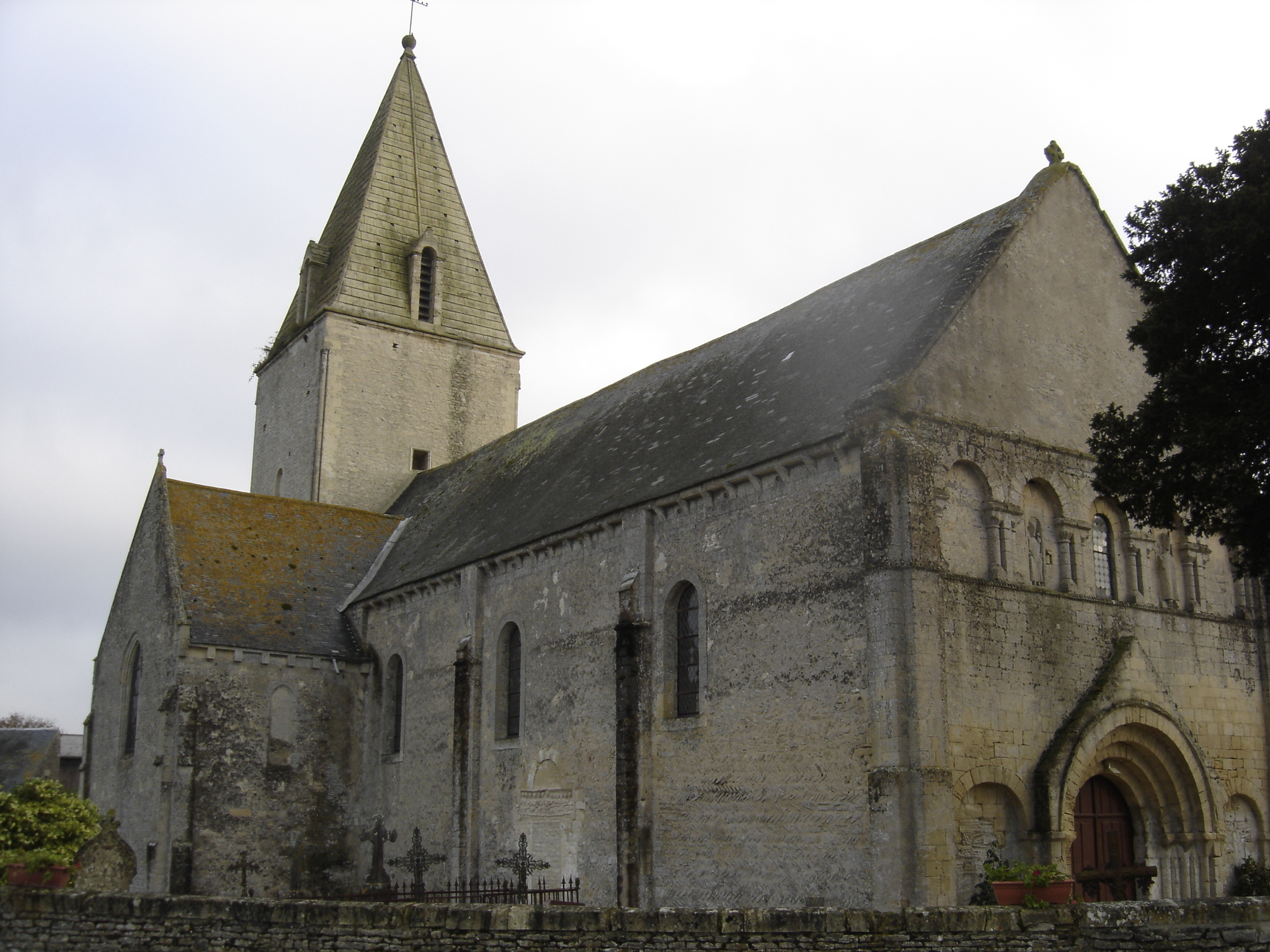
Vue générale du nord-ouest.
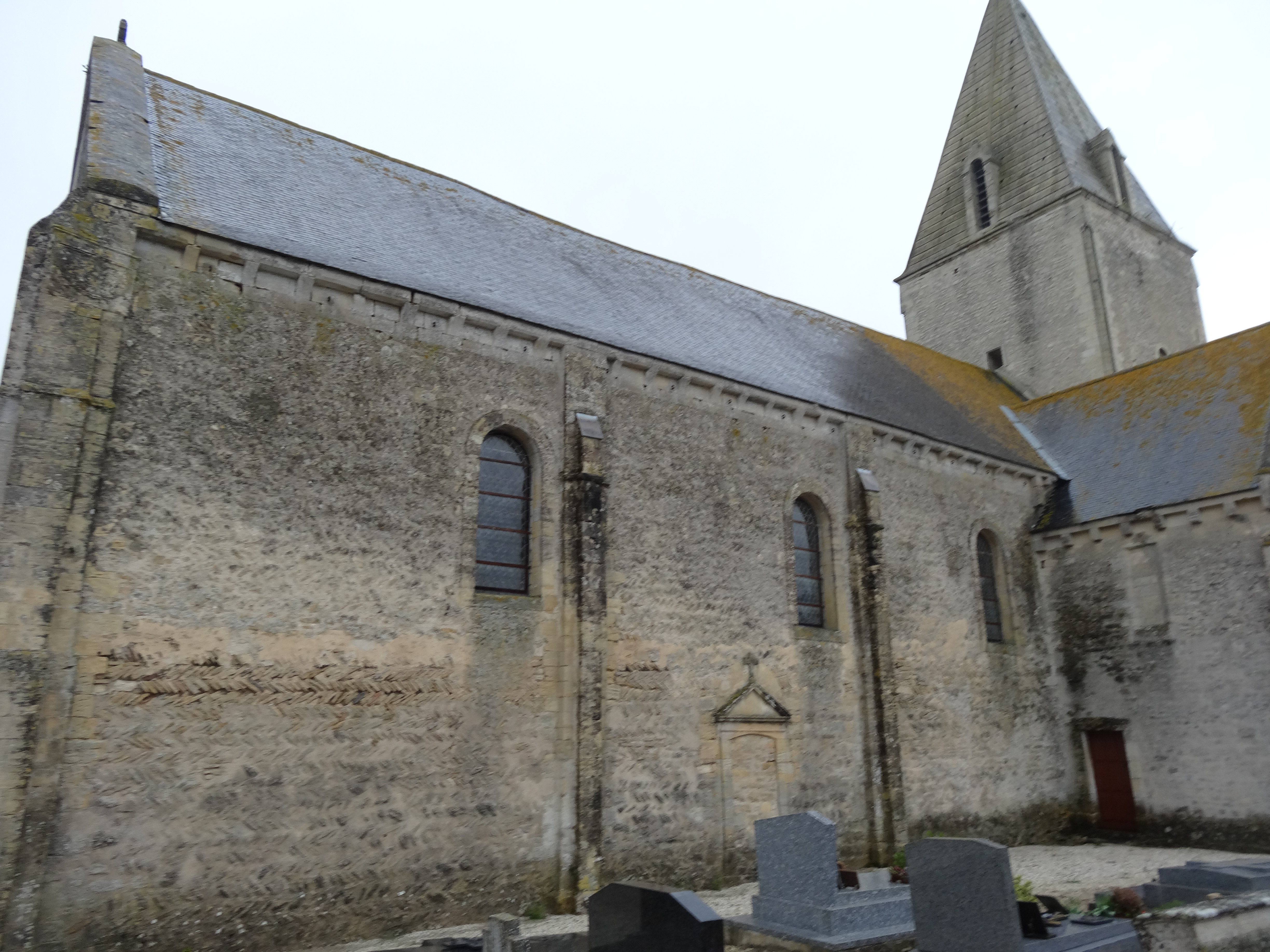
Façade sud.
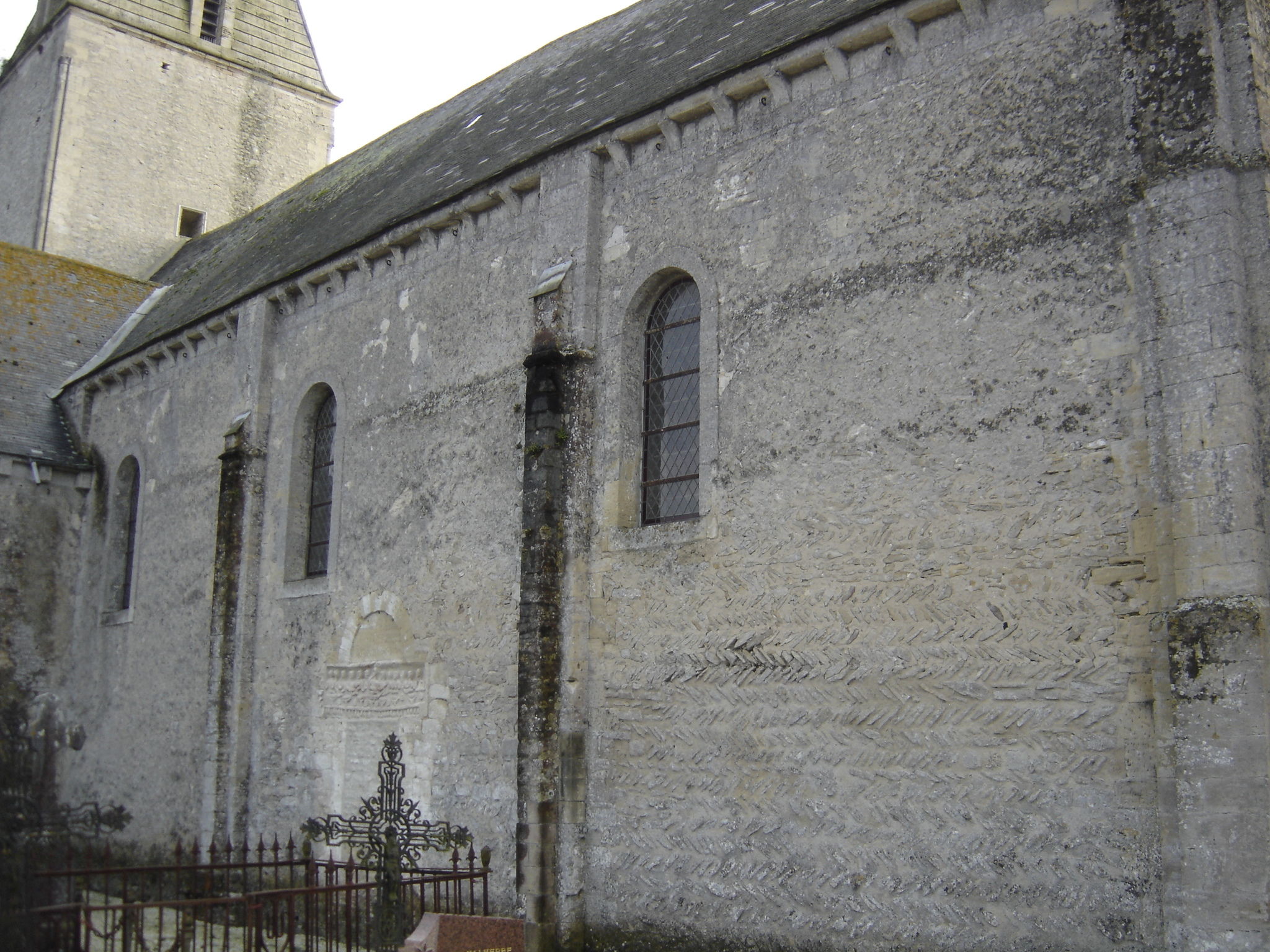
Façade nord.
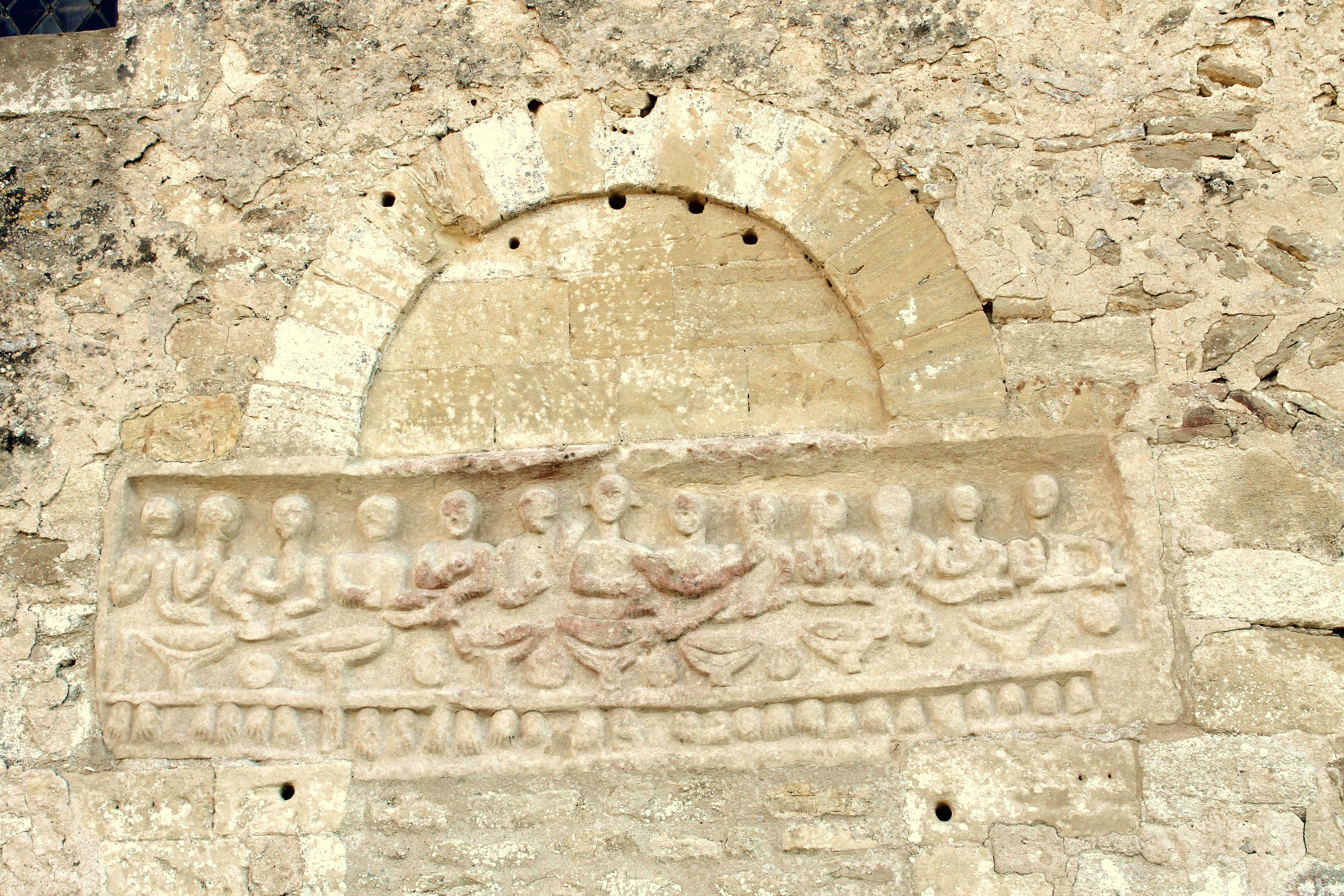
Représentation de la Cène sur le linteau d'une ancienne porte murée de l'église sur la façade nord.
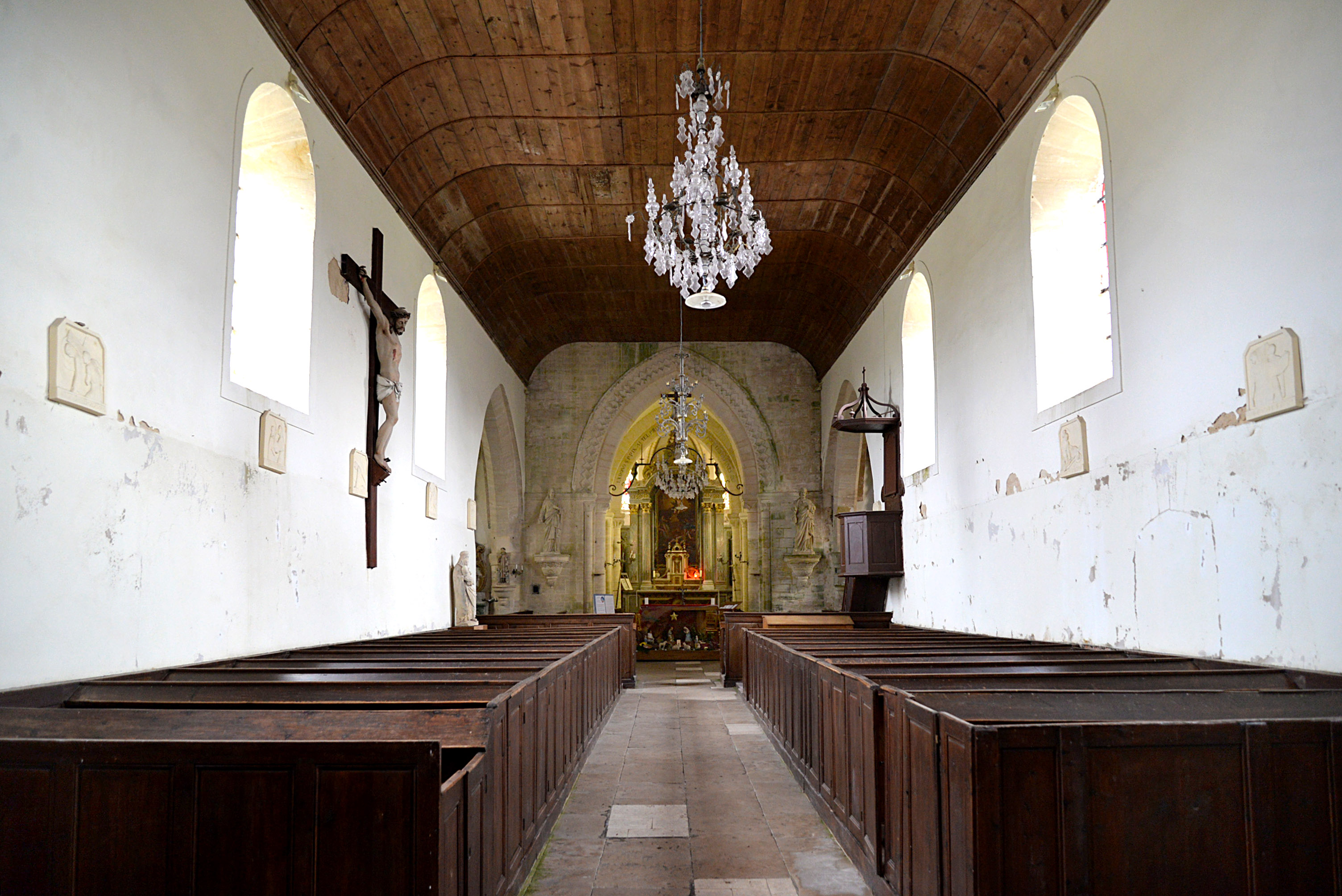
La nef.
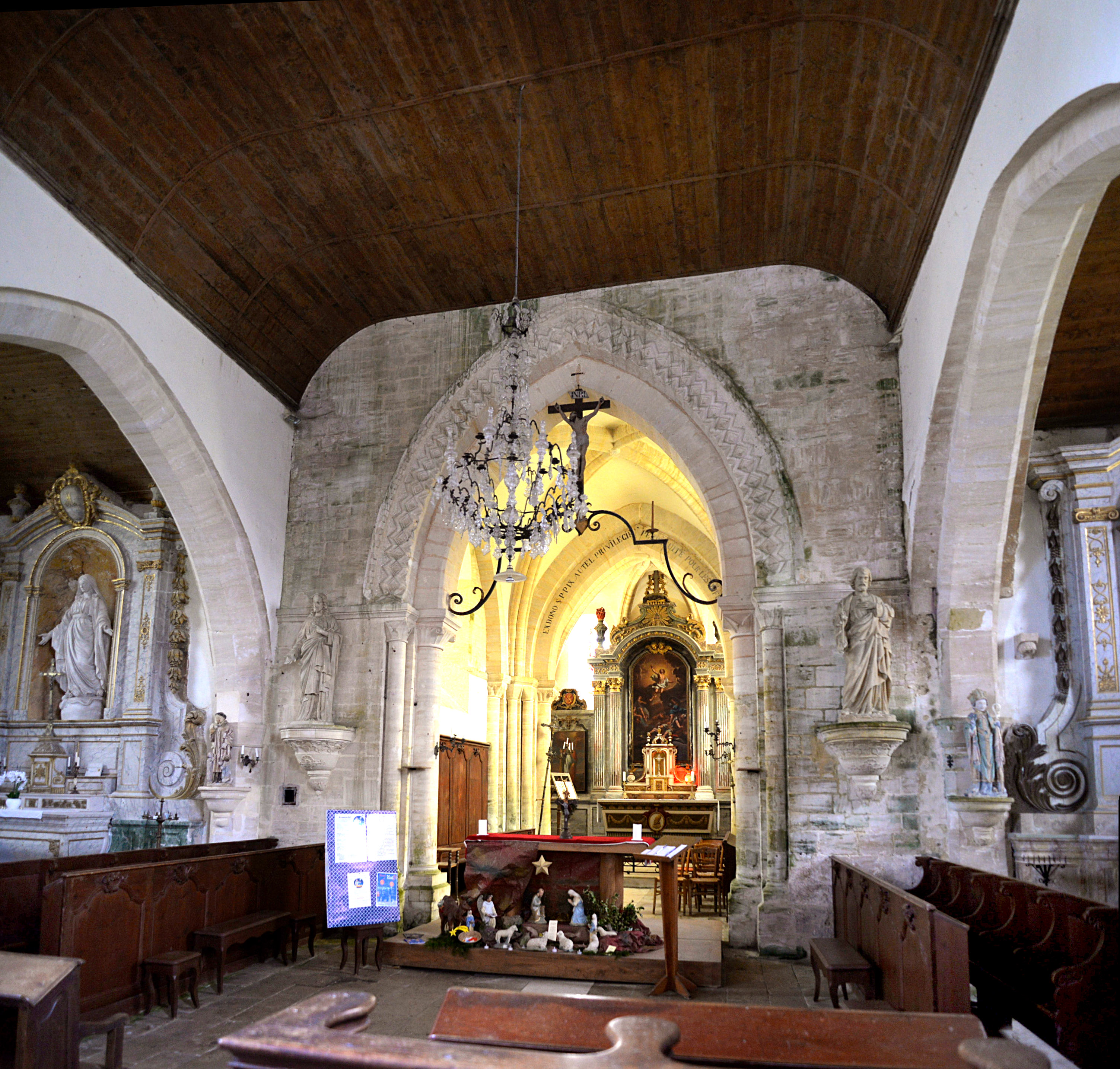
Le chœur et le transept.
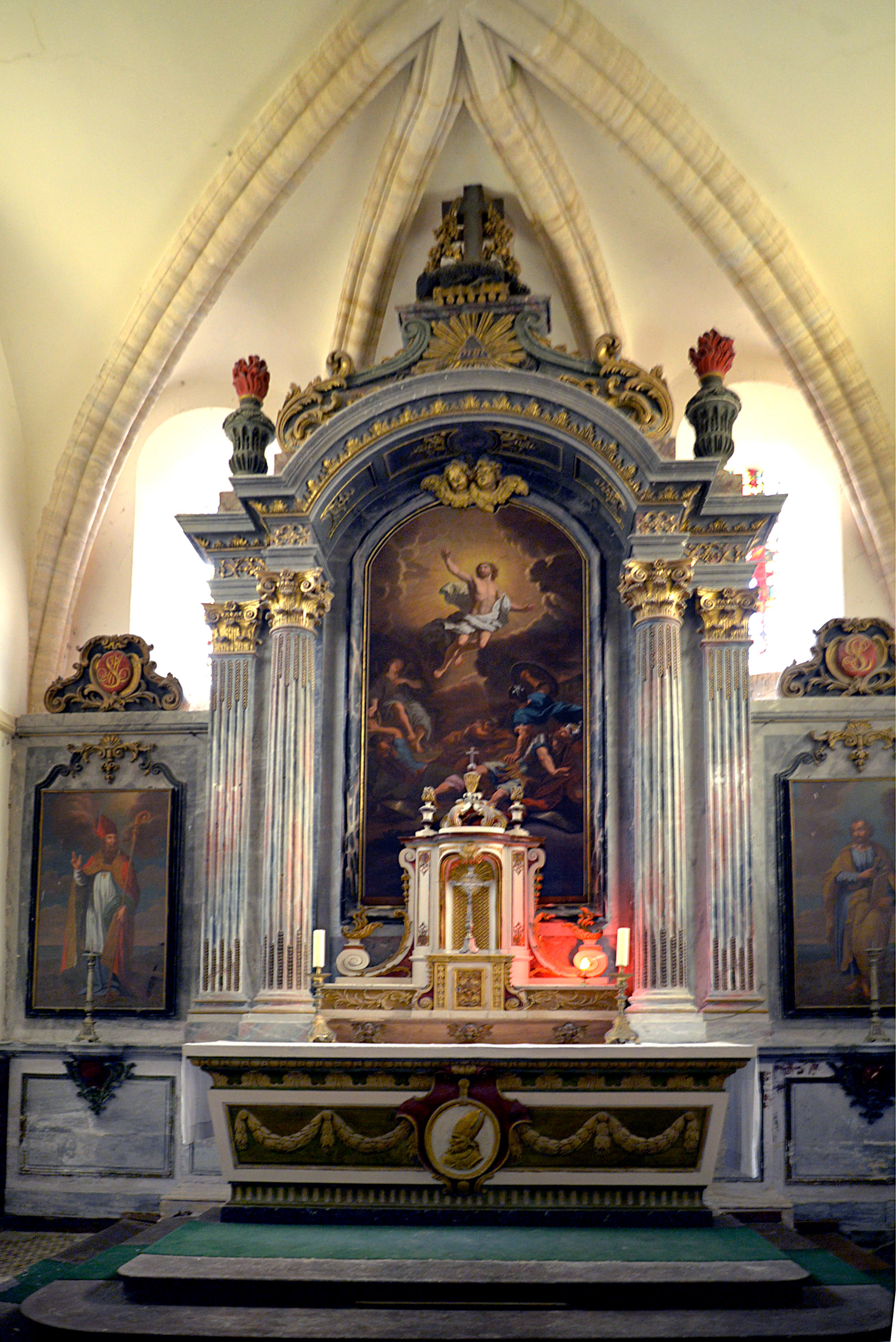
Le maître-retable.
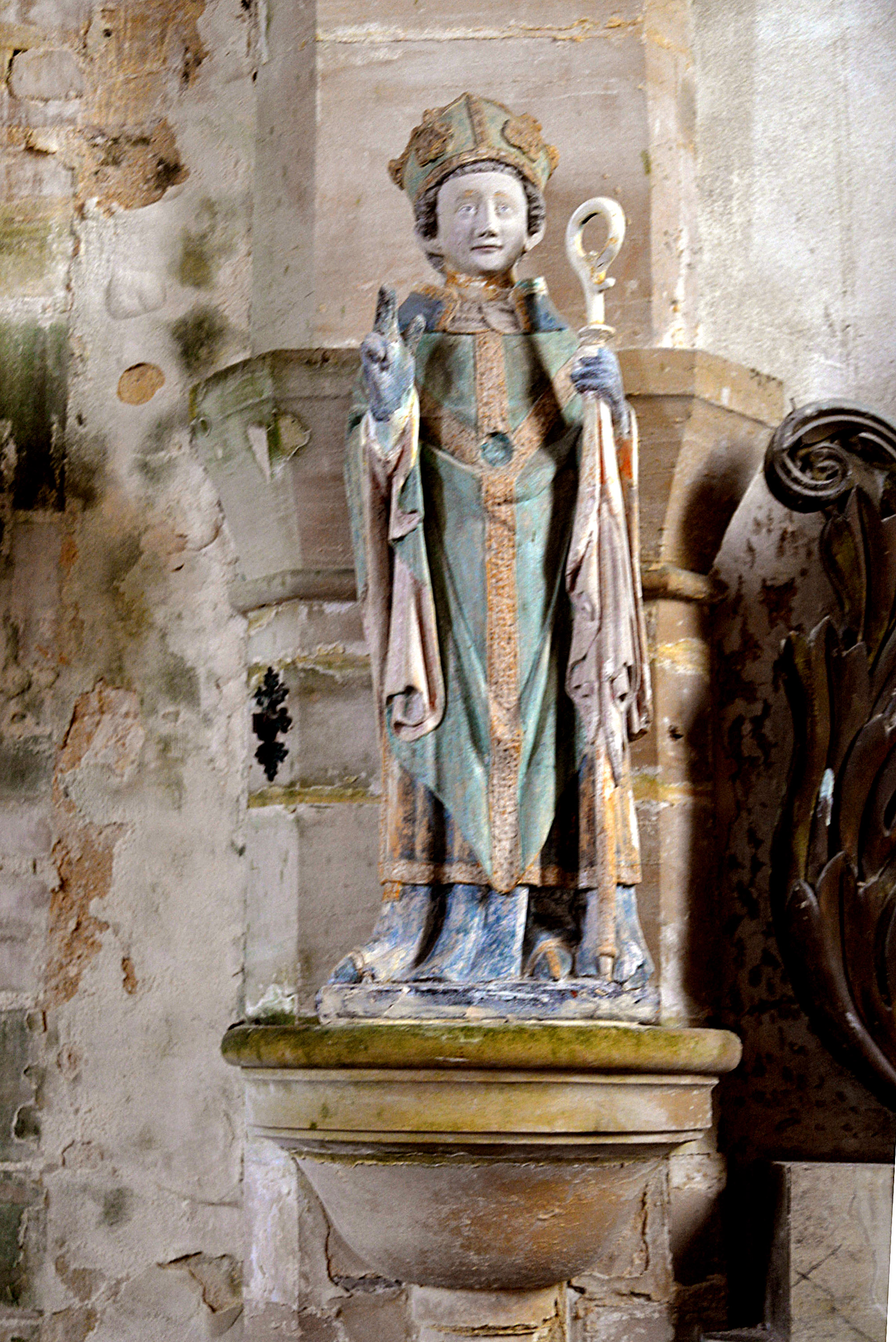
Statue de saint Manvieu, évêque.